# Platindalmus calcaratus
Platindalmus calcaratus es una especie de coleóptero de la familia Endomychidae.

## Distribución geográfica
La subespecie P. c. australis habita en Laos y P. c. calcaratus en Vietnam.